# James Hamilton Peabody

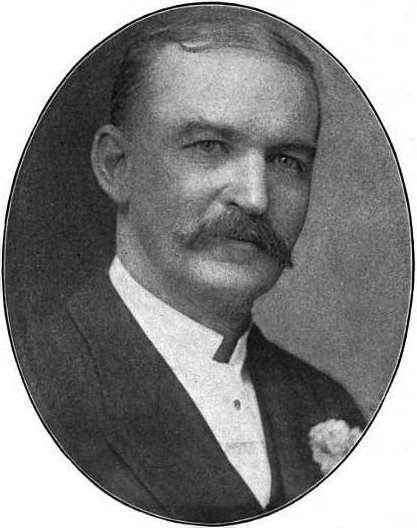
James Hamilton Peabody

James Hamilton Peabody, född 21 augusti 1852 i Orange County, Vermont, död 23 november 1917 i Cañon City, Colorado, var en amerikansk republikansk politiker. Han var guvernör i delstaten Colorado 13 januari 1903–10 januari 1905 och på nytt den 17 mars 1905.
Peabody växte upp i Vermont som det yngsta barnet i en familj med sexton äldre syskon. Fadern flyttade 1871 till Pueblo och James följde efter året därpå. Han anställdes 1875 av en dagligvaruhandel i Cañon City. Trettiotvå år gammal valdes han till stormästare för frimurarna i Colorado. Kontaktnätet som han byggde inom affärslivet och politiken blev omfattande och republikanerna i Colorado nominerade Peabody till partiets kandidat i guvernörsvalet 1902. Efter en segerrik kampanj som betonade lag och ordning tillträdde Peabody som den trettonde guvernören i Colorado i januari 1903.
Det förekom oroligheter i Colorados gruvstäder under Peabodys tvååriga mandatperiod som guvernör. Gruvbolagen lyckades avsevärt försvaga fackföreningsrörelsen i Cripple Creek där de fackligt organiserade arbetarna ersattes med sådana som inte organiserade sig. Milisen skickades till området av Peabody på gruvägarnas begäran.
Demokraternas slogan i guvernörsvalet 1904 var "Anybody but Peabody!" Valresultatet i det mycket korrupta valet blev omtvistat. Demokraten Alva Adams tillträdde i januari 1905 som guvernör men delstatens lagstiftande församling avsatte honom den 17 mars och Peabody tillträdde på nytt som guvernör. Som en kompromisslösning på tvisten avgick han sedan senare samma dag och efterträddes av Jesse Fuller McDonald.
Anglikanen Peabody gravsattes på Greenwood Cemetery i Cañon City.